# 小行星8020
小行星8020（8020 Erzgebirge）是一颗绕太阳运转的小行星，为主小行星带小行星。该小行星于1990年10月14日发现。

## 轨道参数
小行星8020的轨道半长轴为2.3632223 UA，离心率为0.141。